# Ralph Denk
Ralph Denk (* 1. November 1973 in Bad Aibling) ist ein ehemaliger Radrennfahrer und späterer Manager von Radsportteams.

## Leben
Im Alter von 12 Jahren begann Denk mit dem Radsport. Als Amateurrennfahrer nahm er bis 1995 unter anderem an der Bayern-Rundfahrt und an Sechstagerennen teil. Er wurde mehrmals Bayerischer Meister und erreichte einen dritten Platz beim Amateursechstagerennen in München.
Nach seinem Rücktritt vom aktiven Radsport wurde er 1996 technischer Repräsentant des Radkomponentenherstellers SRAM und eröffnete 2000 in Raubling ein Radgeschäft. Außerdem leitete er national registrierte Mountainbike- und Straßenradsportteams: Zunächst das Ralph Denk Racing-Team, das zunächst dazu diente, sein Radgeschäft überregional bekannt zu machen. Später wurde dieses in Giant-Racing-Team umbenannt und internationale Spitzenmountainbiker wie Roel Paulissen und Bart Brentjens fuhren für das Team. Später initiierte er zudem das U19-Straßennachwuchsteam Quest-Ralph-Denk-Team, das später mit dem Namen Auto Eder Bayern antrat.
Vor der Saison 2010 gründete Denk die Betreibergesellschaft einer Mannschaft, die unter dem Namen Team NetApp für die Saison 2010 durch die Union Cycliste Internationale eine Lizenz als Continental Team erhielt. Im Jahr 2011 erhielt sein Team eine Lizenz als Professional Continental Team und nahm im Jahr 2014 erstmals an der Tour de France teil. Das von der Ralph Denk pro cycling GmbH betriebene Team wurde 2017 in Bora-hansgrohe umbenannt und erhielt für die Saisons 2017 und 2018 erstmals eine UCI-WorldTeam-Lizenz. 2018 gewann das Team mit dem Slowaken Peter Sagan Paris–Roubaix und 2022 mit dem Australier Jai Hindley die Gesamtwertung des Giro d’Italia. 
Im Jahr 2024 übernahm die Red Bull GmbH 51 % der Anteile an der Betreiberfirma des Teams, welches mit Beginn der Tour de France 2024 unter dem Namen Red Bull–Bora–hansgrohe fährt.